# Ontsira bistriata
Ontsira bistriata är en stekelart som först beskrevs av Jean-Jacques Kieffer 1921.  Ontsira bistriata ingår i släktet Ontsira och familjen bracksteklar. Inga underarter finns listade i Catalogue of Life.